# Distribuzione spettrale di potenza
In scienza del colore, fotometria e radiometria, la distribuzione spettrale di potenza (SPD) descrive la potenza su unità di superficie per unità di lunghezza d'onda di un'illuminazione (emettenza radiante o energetica), o più in generale, il contributo della lunghezza d'onda a qualunque quantità radiometrica (energia radiante, flusso radiante, intensità radiante, radianza, irradianza, emittanza radiante o radiosity) .
Matematicamente, per la distribuzione spettrale di potenza di una sorgente radiante o irradianza, si può scrivere:
{\displaystyle M_{\lambda }={\frac {\partial ^{2}\Phi }{\partial A\partial \lambda }}\approx {\frac {\Phi }{A\Delta \lambda }}}
dove {\displaystyle M(\lambda )} è l'irradianza spettrale (o emittanza) della luce (unità SI: W/m3 = kg/(m•s3)); {\displaystyle \Phi } è il flusso radiante della sorgente (unità SI: watt, W); {\displaystyle A} è l'area sulla quale è integrato il flusso radiante (unità SI: metro quadrato, m2); e {\displaystyle \lambda } è la lunghezza d'onda (unità SI: metro, m). (Si noti che è più conveniente esprimere la lunghezza d'onda della luce in termini di nanometri; l'emittanza spettrale poi, potrebbe essere espressa in unità di W•m− 2•nm− 1). L'approssimazione è valida quando la superficie e l'intervallo di lunghezza d'onda sono piccoli.

## Distribuzione spettrale di potenza relativa

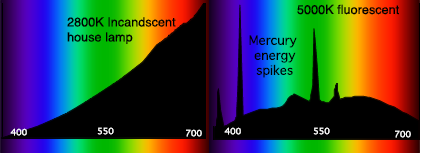
La Distribuzione spettrale di Potenza relativa di due sorgenti di luce. I numeri indicano la lunghezza d'onda in nanometri.

Poiché la luminanza di apparecchi di illuminazione e di altre fonti di luce sono gestiti separatamente, una distribuzione spettrale può essere normalizzata in qualche modo, spesso all'unità di 555 o 560 nanometri, in coincidenza con il picco della funzione di luminosità dell'occhio